# 渝新欧铁路
渝新欧铁路是一条连接欧亚多国的铁路总称，通常是指由中国的重庆至德国的杜伊斯堡，全长11,179公里。途经兰州、乌鲁木齐，在阿拉山口出境中国后，再途经哈萨克斯坦、俄罗斯、白俄罗斯及波兰，并有计划再由德国接驳至比利时，形成一条横跨亚欧的铁路运输干道。

## 外部导读
- 渝新欧铁路的启示。  （页面存档备份，存于）中国时报电子版，2014年7月14日。